# Eressa ichneumoniformis
Eressa ichneumoniformis är en fjärilsart som beskrevs av Rothschild. Eressa ichneumoniformis ingår i släktet Eressa och familjen björnspinnare. Inga underarter finns listade i Catalogue of Life.